# Fayetteville (Nyugat-Virginia)
Fayetteville város az USA Nyugat-Virginia államában, Fayette megyében, melynek megyeszékhelye is. Lakosainak száma 2887 fő (2020. április 1.).

## Népesség
A település népességének változása:
| Lakosok száma | 413  | 2892 | 2887 |
|               | 1900 | 2010 | 2020 |